# Житов, Константин Евлампиевич
Константин Евлампиевич Житов — советский хозяйственный, государственный и политический деятель.

## Биография
Родился в 1904 году в Гогане. Член КПСС.
С 1920 года — на хозяйственной, общественной и политической работе. В 1920—1991 гг. — председатель уездного бюро и секретарь комитета РКСМ Верхоленского уезда Иркутской области, студент рабфака, студент Института красной профессуры, заведующий кафедрой истории СССР Среднеазиатского коммунистического университета, заместитель директора и заведующий кафедрой истории Среднеазиатского института марксизма-ленинизма, заместитель директора Среднеазиатского научно- исследовательского института истории революции, заведующий сектором истории Коммунистической партии Узбекского филиала ИМЭЛ при ЦК ВКП(б), участник Великой Отечественной войны, заместитель директора по научной части, директор Института истории партии — филиала ИМЭЛ при ЦК ВКП(б), вице-президент Академии наук Узбекской ССР, заведующий кафедрой истории КПСС Ташкентской высшей партийной школы.
Умер в Ташкенте в 1995 году, похоронен на Боткинском кладбище.